# Episodi di Romanzo criminale - La serie (prima stagione)
La prima stagione della serie televisiva Romanzo criminale - La serie andò in onda in prima visione su Sky Cinema 1 dal 10 novembre 2008 al 12 gennaio 2009.
In chiaro andò in onda su Italia 1 dal 7 settembre al 19 ottobre 2009 e poi dal 10 gennaio al 14 febbraio 2011 su Iris.
| nº | Titolo italiano | Prima TV Italia  |
| -- | --------------- | ---------------- |
| 1  | Episodio 1      | 10 novembre 2008 |
| 2  | Episodio 2      | 10 novembre 2008 |
| 3  | Episodio 3      | 17 novembre 2008 |
| 4  | Episodio 4      | 24 novembre 2008 |
| 5  | Episodio 5      | 1º dicembre 2008 |
| 6  | Episodio 6      | 8 dicembre 2008  |
| 7  | Episodio 7      | 15 dicembre 2008 |
| 8  | Episodio 8      | 22 dicembre 2008 |
| 9  | Episodio 9      | 5 gennaio 2009   |
| 10 | Episodio 10     | 5 gennaio 2009   |
| 11 | Episodio 11     | 12 gennaio 2009  |
| 12 | Episodio 12     | 12 gennaio 2009  |

## Episodio 1
- Diretto da: Stefano Sollima
- Scritto da:

### Trama

La scena iniziale

Roma, 10 novembre 2008, quartiere della Magliana. Un uomo di mezz'età viene derubato del portafoglio e malmenato da tre giovani capoccia della zona; ripresosi, ancora sanguinante, raggiunge il bar dove si trovano i tre e spara al leader del gruppo, gridando «Io stavo col Libanese!».
Un flashback riporta i fatti a maggio 1977. Pietro Proietti, detto il Libanese, ruba un carico di macchine da scrivere Olivetti con i componenti della sua scalcinata batteria - il Dandi, Scrocchiazeppi e Bufalo; l'indagine è affidata al commissario Nicola Scialoja, un giovane zelante e volenteroso, additato dai colleghi come Il Comunista per avere mostrato contrarietà all'operato della polizia sui fatti che hanno portato alla morte della manifestante Giorgiana Masi durante degli scontri di piazza. L'apprensione del giovane funzionario è dettata non soltanto da un senso di equità, ma anche dalla preoccupazione per la vita della sorella Sandra, attivista politica appartenente all'area dell'Autonomia.
Il Libanese, invece di steccare (dividere in parti uguali) il milione guadagnato grazie alla rivendita delle Olivetti al Treccia, acquista una partita di armi dal Terribile, un boss di Centocelle con il quale pare avere un vecchio conto in sospeso. Si reca poi all'ippodromo di Tor Di Valle per incontrare Satana, un allibratore clandestino che gli passa informazioni sui movimenti di un tal "barone" Rosellini, ricco possidente romano che il delinquente vuole rapire, ma la sua Mini Minor viene rubata con il carico di armi appena acquistate. Scopre che a rubare l'auto è stato Er Sorcio, nipote del barista Franco dove sono soliti a unirsi, e, dopo essersi recato a casa del Dandi, riunisce tutti i componenti della batteria. Una volta raggiunto il Sorcio, quest'ultimo viene malmenato dalla batteria, e scoprono che la Mini Minor è stata rivenduta a un delinquente di Testaccio, Fabrizio Soleri, detto Er Freddo. Il Libanese, così, prova un'irruzione nel garage del Freddo, ma lì trova il giovane capoccia, con la sua batteria al completo, formata da Fierolocchio e i fratelli Buffoni, Sergio e Ruggero. Dopo un attimo di tensione, Freddo decide di restituire le armi, ma chiede informazioni sul perché il Libanese abbia in dotazione un tale arsenale. 
(Senza giri di parole, Freddo fa scoprire le carte sui propri piani al Libanese)
Il Libanese gli svela che il suo piano è proprio quello di rapire Rosellini. Le due batterie, dunque, decidono di unirsi per realizzare il sequestro. Intanto, il commissario Scialoja, impantanato sul caso delle Olivetti rubate, si appropria dell'indagine sul rapimento di Rosellini, diretta dal Giudice istruttore Fernando Borgia; sulle prime, Scialoja si mostra impacciato (è il suo primo sequestro), ma ritrova un mozzicone di sigaretta al mentolo, identico ad uno trovato sul luogo del furto delle macchine da scrivere. Tale indizio lo porta subito ad ipotizzare il coinvolgimento nei fatti di alcuni delinquenti locali, contrariamente all'opinione del magistrato e dei collaboratori che sospettano dell'anonima sarda. Il Libanese ha mangiato la foglia, e manda Scrocchiazeppi e Fierolocchio a Grosseto, con l'incarico di telefonare alla famiglia di Rosellini e concordare il riscatto. I due delinquenti, però, vengono intercettati dai vigili mentre, ripartendo alla volta della capitale, impennano ingenuamente con la moto, ignorando uno stop; le successive indagini riveleranno che il veicolo è stato rubato a Roma.
Nel frattempo Rosellini è stato portato in una cascina, affidato alla custodia dei fratelli Cannizzaro, piccoli delinquenti conoscenti del Libanese. Tuttavia, la scarsa praticità delle due batterie (e dei loro aiutanti) con questo tipo di crimini è evidente: uno dei fratelli Cannizzaro, dopo esser stato visto in volto dall'ostaggio, lo uccide venendo a sua volta freddato dal Libanese. Il giovane maglianese, a questo punto, decide comunque di proseguire le trattative con la famiglia di Rosellini e riesce, pur in maniera rocambolesca, ad intascare 2 miliardi di lire. Mentre Scialoja, che aveva compreso tutto, si dispera per esser arrivato soltanto ad un passo dal prendere in castagna i banditi, Libano procede alla continuazione del suo piano: il delinquente di via Magliana non vuole steccare del tutto la cifra, ma reinvestire la gran parte del ricavato nel traffico della droga, per creare una vera e propria rete del crimine organizzato, come la mafia in Sicilia e la camorra a Napoli.
I suoi compagni di avventura - tutti delinquenti di piccola taglia e con vedute molto ristrette - sono molto scettici; è il Freddo a sbloccare la situazione, aderendo alla società a una condizione, vale a dire l'assenza di un capo o di alcuna struttura gerarchica. Pian piano, tutti i presenti si rimettono in gioco, ad eccezione di Satana, che non vede di buon occhio la nuova società e decide di chiamarsi fuori. Le basi sono ormai poste per la nascita di quella che diverrà la banda della Magliana; se ne sono accorti anche i Servizi segreti deviati, che iniziano ad interessarsi con più attenzione ai movimenti di Libano e soci ed alle conseguenti indagini che conduce su di loro Scialoja. Nel finale dell'episodio, Il Freddo e Fierolocchio uccidono gli ultimi due fratelli Cannizzaro, avendo fatto parte al rapimento e onde evitare una loro vendetta.

## Episodio 2
- Diretto da: Stefano Sollima
- Scritto da:

### Trama
È il 1º ottobre 1977, Fierolocchio e Sergio Buffoni stanno seppellendo i cadaveri dei fratelli Cannizzaro, ma, una volta arrivati nel luogo concordato col Freddo, s'imbattono in Ricotta e Trentadenari, due membri della batteria di Ostia guidata dal Sardo, intenti a regolare un conto. I due compagni sono costretti a far dietrofront e seppellire i corpi altrove, perciò optano per la pineta di Focene. 
Mentre i fratelli Gemito, tirapiedi del Terribile, li osservano da lontano, i giovani delinquenti della Magliana vorrebbero spendere almeno parte del denaro frutto del sequestro del Barone; il Libanese, però, sa bene che le banconote hanno i numeri di serie "segnati" e, perciò, spenderli equivarrebbe a consegnarsi nelle mani degli inquirenti. Allora, rompe gli indugi e si rivolge al Puma, boss dell'EUR, che ha tanta voglia di tagliare la corda e rifarsi una vita all'estero: oltre ad una vecchia amicizia con il Freddo, Er Puma può vantare un parterre di rispetto nell'ambito della mala romana ed è in grado di contattare direttamente i grossi fornitori di droga, quale è il Sardo. Quest'ultimo, fiduciario della camorra nella capitale, non riesce, però, a trovare un accordo con la banda, per via delle sue alte pretese in termini percentuali sugli introiti dello spaccio.
Nel frattempo, Scialoja e il suo sottoposto, l'ispettore Canton, sono sulle tracce di Satana, che ritengono il probabile basista del sequestro. Il dottor Borgia, però, che è fermamente convinto dell'ipotesi sull'Anonima sequestri, gli avoca il caso e lo passa al commissario Rizzo, un funzionario più esperto, mansueto e benvoluto dai superiori. Scialoja, però, non demorde e continua, segretamente, le indagini per suo conto.
L'approssimazione della banda - ancora ad un livello piuttosto embrionale - emerge, comunque, da vari episodi: Dandi si è invaghito di Patrizia, una bellissima prostituta, presso la quale ha cominciato a spendere banconote "segnate". Fierolocchio, dal canto suo, scopre che, nel luogo dove sono stati seppelliti i corpi dei Cannizzaro, stanno per iniziare i lavori per la costruzione di un complesso edilizio; è necessario, perciò, spostarli con rapidità. Inoltre viene anche pressato dai fratelli Gemito che gli ricordano un debito di gioco che ha con il Terribile. Sergio Buffoni, invece, con i soldi del riscatto, ha acquistato una Porsche 911, mandando su tutte le furie il Libanese, che organizza su due piedi una rocambolesca rapina per recuperare le banconote "segnate". 
In questo frangente di sostanziale stasi, il Freddo regala un vespino al suo fratello più piccolo, Gigio, di cui conosce nell'occasione anche la fidanzata, Roberta. Avrà l'opportunità di rivederla - e di affezionarvisi - a seguito di un piccolo incidente stradale del fratello stesso, che finirà in ospedale; a margine della visita al pronto soccorso, Freddo incontrerà anche il padre, con il quale trasparirà un rapporto difficile. 
La stasi prosegue e la società è ormai rotta: il Libanese, infatti, è combattuto tra le sue velleità di lanciare la banda nel mercato della droga e la ferma volontà di non scendere a patti sconvenienti con il Sardo. Così, non sa dove recuperare la droga. Scialoja è sulle sue tracce e comunica gli sviluppi al Giudice, ma sia Borgia sia il commissario Rizzo continuano imperterriti per la loro strada, ritenendo il sequestro opera del Clan dei marsigliesi. A rompere gli indugi è, invece, il Terribile, che va a trovare il Libanese nel suo covo (una roulotte cadente). 
(La metafora del Terribile, che spiega l'errore "strategico" commesso dal Libanese al cospetto del Sardo)
Qui, il navigato boss di Centocelle si offre come procacciatore di droga (a condizioni più vantaggiose) al Libanese, che, orgogliosamente, rifiuta. La visita del Terribile, però, è illuminante: il Libanese, infatti, ripensando alla metafora del Terribile, capisce che, per concludere l'affare con il Sardo, dovrà bluffare. L'offerta, perciò, sarà di tre miliardi, con il 50% delle commissioni che andranno al boss ostiense. Il camorrista, pur nella convinzione che il Libanese e i suoi non abbiano i mezzi economici per sostenere l'operazione, accetta; in caso di fallimento - promette - tutti i componenti della banda saranno uccisi. Successivamente Libano, Freddo e Dandi si recano in un luogo appartato, dove il Freddo dà dei soldi ai fratelli Gemito per far pagare il debito che Fierolocchio aveva con il Terribile, affermando loro che la banda non è intenzionata a collaborare con quest' ultimo. Sono tempi duri per la banda, tanto che dopo aver abbandonato la Porsche di Sergio Buffoni sul lungomare, il Libanese, Il Freddo e il Dandi si concedono una spensierata partita di calcio con tre ragazzi.
Mentre tutto sembra tacere in commissariato, Scialoja viene informato dall'ispettore Canton che è stata rinvenuta una banconota proveniente dal sequestro: è il tassello che mancava al commissario per mantenere in piedi il suo castello indiziario.

## Episodio 3
- Diretto da: Stefano Sollima
- Scritto da:

### Trama
È il 1978, e pur con una certa iniziale spensieratezza (dettata dall'inesperienza), la banda si ritrova a gestire un primo, importante, carico di droga; la strategia per piazzarla è quella di dividere la città in zone, affidandole ad ognuno dei componenti. Tutti loro dovranno convincere (o costringere) i vari spacciatori già presenti in zona ad acquistare stupefacenti soltanto da loro. Restano fuori le zone di Ostia ed Acilia, di competenza del Sardo, e Centocelle, dove opera il Terribile (ritenuto ancora troppo potente per essere osteggiato dalla nascente banda). Il Freddo, invece, ottiene l'EUR dal Puma, che intende ritirarsi dagli affari.
Scialoja, che ha saputo (di nascosto) che alcune banconote del sequestro sono state spese in un negozio di abbigliamento femminile del quartiere Esquilino, capisce che l'acquirente è una prostituta, probabilmente pagata da un componente della banda che intendeva "festeggiare" il buon esito del sequestro; per tentare di identificare la donna, chiede aiuto a un collega della Buon costume, che gli fornisce i dati delle prostitute del quartiere schedate negli ultimi due anni. Colpito dalla rara bellezza di una delle schedate (Cinzia Vallesi, in "arte" Patrizia), mostra la foto alla commessa del negozio, capendo di essere sulla pista giusta. Così, arriva al Dandi e ai suoi complici, in particolare al Libanese e al Freddo. Proprio questi ultimi sono piuttosto seccati dalla scarsa dedizione che il loro compare sta dimostrando nell'operazione di spaccio; operazione che prosegue, peraltro, molto bene, se non fosse per la zona di Val Melaina. Qui, a comandare è un tale Shanghai, che si fa guardare le spalle da numerosi scagnozzi e non intende affatto cedere la sua prospera attività. Libano decide, così, di passare all'azione. Prima la banda deve recuperare le armi del sequestro, che Scrocchiazeppi ha nascosto in casa della fidanzata Angelina (guardata a vista dal padre, un autentico energumeno); poi rapisce Shanghai e, tempo dopo, lo scarica, più morto che vivo, davanti a un bar di Val Melaina, sotto gli occhi esterrefatti dei suoi guardaspalle. L'esempio è dato: è la banda che comanda a Roma.
Libano, inoltre, è insospettito anche dal Sardo, così decide di far pedinare dal Bufalo il braccio destro del boss, Ricotta. La banda scopre, a questo punto, strani intrecci: uno dei fratelli Gemito, Maurizio, è in contatto con Ricotta, mentre Sardo e Puma fanno affari. Il Freddo, in forza del rapporto d'amicizia con il boss dell'EUR, lo induce a scoprire le carte; così, viene a sapere che il Puma ha cercato di piazzare un carico di droga residuo al boss di Ostia. Nonostante il tradimento, Puma conferma all'amico gli strani contatti intercorrenti nell'ultimo periodo tra il Sardo e il Terribile.
In seguito avuto ciò, il Dandi riesce ad intrufolarsi in macchina del Sardo portandolo in campagna e umiliandolo facendogli togliere le scarpe. Durante il diverbio, il maglianese gli ricorda che se sta in affari con la banda non dovrà più vendere la loro droga al Terribile.
Scialoja è sempre sul pezzo, ma evita di avvisare il magistrato, in quanto ritiene che gli indizi che ha a disposizione siano ancora pochi; così, si reca di nascosto all'appartamento di Patrizia, in cerca di informazioni sulla persona che l'ha pagata con le banconote del sequestro. Lei rivela che si tratta del Dandi, ma aggiunge che non testimonierà mai di fronte ad un magistrato.
Sullo sfondo, la situazione politica e dell'ordine pubblico è seguita costantemente dai Servizi segreti deviati. Nei giorni in cui il quarto Governo Andreotti ottiene la fiducia con l'astensione del Partito Comunista Italiano, il Vecchio, dirigente dei Servizi, teme che Aldo Moro intenda formare un esecutivo che apra anche ai comunisti. Così, chiama a sé Zeta e Pi greco, i suoi fedeli tuttofare, chiedendogli di tener d'occhio il mercato della droga nella capitale; il dirigente è, infatti, convinto di poter utilizzare i nuovi elementi della criminalità locale nell'ambito di disegni più grandi. Comincia, perciò, una strana tela di rapporti tra banda e politica, che porta i giovani della Magliana a cambiare il nascondiglio delle armi, non più al sicuro in casa di Angelina: il Libanese e i suoi ottengono di poter creare una loro personalissima santabarbara nei sotterranei di un palazzo, sede di un Ministero.

## Episodio 4
- Diretto da: Stefano Sollima
- Scritto da:

### Trama
Nella banda sono entrati ufficialmente anche Ricotta e Trentadenari, con quest'ultimo che ne diventa il cassiere. Ora che questo gruppo di delinquenti ha le mani sulla città, è venuto il momento di affondare il colpo nella zona di Centocelle; l'obiettivo è di sottrarla al Terribile, piazzando droga a prezzi concorrenziali grazie ad un infiltrato, individuato nel Sorcio. Tuttavia, la strategia naufraga ed il Terribile rispedisce il giovane al mittente, dopo averlo fatto pestare a sangue; il messaggio è chiaro e suona come una dichiarazione di guerra. Tuttavia, grazie all'intercessione del Puma, il Libanese e il Terribile trovano un accordo: il boss di Centocelle manterrà l'esclusività della sua zona ed entrerà, d'ora innanzi, negli affari della banda, con una percentuale sui guadagni. Si tratta, comunque, di una tregua che non risolve la situazione di astio tra le due fazioni. Durante l'episodio si scopre che il conflitto tra il Libanese e il Terribile è nato dopo che quest'ultimo ha violentato la sua ragazza insieme ai fratelli Gemito e ha lasciato una profonda ferita sul braccio del Libanese, dato che quest'ultimo gli aveva sottratto la macchina per far colpo sulla ragazza.
In questo frangente, il Freddo incontra casualmente Roberta per strada; i due fanno colazione assieme e, in un secondo momento, passano in compagnia un'intera giornata, concludendola al LunEur. Al momento di salutarsi, Roberta vorrebbe baciarlo, ma il Freddo cerca di scoraggiarla: anzitutto, la giovane è ufficialmente ancora legata al fratello Gigio e, d'altra parte, Freddo le ha raccontato un po' di bugie sul suo conto, spacciandosi per un imprenditore edile. Passano pochi giorni e Gigio viene lasciato da Roberta; così, il criminale la affronta, ma è lì che la scintilla s'accende e i due scoprono di amarsi, dimenticando ogni ostacolo. 
Anche il Libanese ha una situazione familiare da risolvere: deve delle scuse alla madre. Così, le compra una splendida pelliccia nel negozio di Ranocchia, un amico omosessuale di Patrizia, ma la signora Proietti rifiuta, intuendo che il denaro che è servito all'acquisto deriva da traffici sporchi; ne nasce una discussione, alla fine della quale il Libanese viene definitivamente cacciato da casa.
Scialoja non ha perso tempo e, anzi, continua a pedinare il Dandi e il Libanese, dei quali ha ricostruito i movimenti più recenti e la trama di rapporti che li lega alla batteria di Testaccio, capeggiata dal Freddo. Nuovi indizi emergono dalla sua visita in ospedale (dove Sorcio è ricoverato a causa delle contusioni e delle fratture rimediate dopo l'agguato del Terribile): in quest'occasione, Scialoja trova tutti i componenti della banda venuti in visita dal loro compare e scopre pure che Dandi fuma le famigerate sigarette al mentolo. Il commissario segue Sorcio e il Libanese nel bagno, dove ascolta una loro conversazione: sta per scattare una guerra tra bande. Allora, il suo primo pensiero è quello di avvertire Patrizia, che, però, non gli dà molto credito. Non pago, il commissario si reca da Borgia per comunicargli le novità sulla sua indagine, ma il procuratore ha ben altro da fare che ascoltare supposizioni: è il 16 marzo 1978 e Aldo Moro è stato rapito. L'avvenimento non è certo sfuggito al Vecchio e ai suoi fidatissimi, che seguono, comunque, con interesse l'evolversi della situazione criminale su Roma.

## Episodio 5
- Diretto da: Stefano Sollima
- Scritto da:

### Trama
Con la polizia alle prese con il sequestro Moro, lo spaccio a Roma è paralizzato: la presenza capillare di forze dell'ordine e la disposizione di posti di blocco in tutta la capitale inducono le formiche alla prudenza. Il Libanese, che ancora deve pagare il primo carico, si mette in gioco in prima persona e, dopo aver passato indenne un posto di blocco con l'auto carica di stupefacenti, si rende conto che Polizia e Carabinieri sono focalizzati, in maniera quasi sistematica, sulla ricerca di potenziali terroristi. Dopodiché, durante una notte insonne, si reca alla sua roulotte e trova una busta, contenente un ciondolo d'oro; il gingillo appartiene a Sara, la sua ex fidanzata, dalla quale si era allontanato dopo che i fratelli Gemito l'avevano violentata per ordine del Terribile. Nella busta, trova pure un messaggio dal quale intuisce la volontà della giovane di riprendere la relazione. Rintracciatala, comincia nuovamente una frequentazione con lei, ma, dopo una notte di passione, si ritrova solo, senza auto, né denaro: scatta così la caccia. La banda la ritrova assieme al suo nuovo compagno. Libano, dopo aver capito che il gesto è stato compiuto dalla ragazza per vendetta nei suoi confronti, uccide il ragazzo e lascia libera la donna. Non finisce qui, però, perché Sara ha ancora le chiavi di casa del Libanese; vi si fa trovare all'interno e, dopo averlo minacciato con la sua pistola, disperata per quanto la vita le ha riservato, si suicida. Dell'occultamento del suo cadavere si occupano il Libanese, Freddo e Dandi; dopodiché, Libano decide di rompere ogni ponte col passato, dando alle fiamme la sua roulotte, con all'interno il ciondolo di Sara. 
Il Freddo, intanto, decide di rivelare la sua relazione con Roberta al fratello Gigio, subendone la reazione; il problema, però, è dato dal desiderio (e dallo scrupolo) di svelare alla giovane la sua reale identità. Roberta è intenzionata, comunque, a superare il muro che Fabrizio le erge; così, una mattina, si reca a casa del Freddo, seriamente intenzionata a proseguire la relazione, che diventa una storia d'amore a tutti gli effetti.
Se gli affari di cuore dei principali elementi della banda sembrano scricchiolare, quelli lavorativi proseguono con l'ingombrante ombra del Terribile; c'è Bufalo che vorrebbe "parcheggiarlo", ma il Libanese sa bene che la morte del Terribile provocherebbe una rottura con i grandi fornitori. Ed è proprio uno di loro a contattare la banda: Don Mimmo, un potente capo camorra. Costui chiede aiuto a Libano e compagni per ritrovare Aldo Moro; in cambio, promette il camorrista, i Servizi segreti deviati saranno riconoscenti alla banda. Il Libanese accetta, ma il Freddo si tira fuori.
(Gli ideali del Freddo non collimano con le voluttà del Libanese)
Il criminale di Testaccio teme che il coinvolgimento negli affari dello Stato faccia perdere l'indipendenza finora avuta dalla banda; al contrario, il Libanese e il Dandi ricercano l'appoggio e l'approvazione dei poteri forti per inseguire il sogno di rendere la banda invulnerabile. Il malcontento, però, serpeggia anche tra gli altri membri della banda: il Bufalo, stanco della situazione di stallo e incapace di raccapezzarsi nel nuovo scenario di alleanze, riprende la sua attività di piccolo rapinatore. A dissuaderlo è ancora una volta Er Freddo.
(Il Freddo spiega in pillole al Bufalo il perché non si può più tornare indietro a far la vita da delinquenti di borgata)
Dandi inizia le ricerche del deputato rapito, ma senza risultati: le armi usate per il sequestro non sembrano entrate a Roma per i soliti canali (tutti conosciuti dalla banda). Viene poi diramato il comunicato n. 7 delle Brigate, che getta nello sconforto i giovani criminali: vi si legge della morte di Aldo Moro, avvenuta per "suicidio" e della possibilità di ritrovarne il cadavere presso il lago della Duchessa. I Servizi, però, riconoscono come falsa la notizia, così il Dandi si rimette in caccia e scopre una pista concreta; ma ormai è tardi, perché lo Stato, che aveva cercato l'aiuto della camorra, non è più interessato alla vicenda e preferisce lasciar morire Aldo Moro e renderlo una vittima sacrificale da sfruttare in complessi giochi di potere. 
In questo frangente, le indagini sulla banda sembrano bloccate, ma proprio l'atteggiamento della Brigate Rosse suggerisce a Borgia l'idea di stimolare il Terribile, sempre più boss al tramonto e con poco controllo sui traffici illeciti: Scialoja, col beneplacito del Giudice istruttore, lo convoca e lo mette alle strette, ma l'esperto criminale non cede. Questi, infatti, dapprima cerca l'appoggio del Sardo per far fuori il Libanese (ma il fiduciario di Don Mimmo nicchia all'idea di spargere sangue); poi, si decide a passare una soffiata a Scialoja, rivelando dove è sepolto il cadavere del Barone Rosellini. Gli uomini del commissario, il quale intanto continua ad avere problemi a causa dell'attività politica della sorella Sandra, ritrovano, così, il corpo esanime del nobile romano; Scialoja, allora, prova a giocare la carta della custodia cautelare, per avere il campo sgombro da soggetti che inquinino le prove e, al contempo, per torchiare la banda. Finiscono in manette, uno dopo l'altro, tutti i capi dell'organizzazione criminale, ma è la cattura del Freddo a scuotere maggiormente gli equilibri: il criminale viene arrestato proprio mentre stava cercando di spiegare a Roberta la sua vera natura, lasciando la giovane assolutamente atterrita.

## Episodio 6
- Diretto da: Stefano Sollima
- Scritto da:

### Trama
L'unico a salvarsi, per puro caso, dal giro di arresti è Bufalo. Con gli affari affidati a Ricotta e Trentadenari, e il famoso avvocato penalista Vasta a curarne la difesa, la banda si ritrova a dover vivere una situazione delicata in quel del Regina Coeli: conosciuto il motivo della custodia cautelare, anzitutto, v'è da chiarire come sia possibile che le forze dell'ordine abbiano ritrovato il cadavere. Sergio Buffoni, così, rivela che, da ubriaco, ha confidato a Enrico Gemito il luogo della sepoltura: l'autore della soffiata, dunque, non può essere che il Terribile. Il secondo problema è dato dalla pessima accoglienza ricevuta dalla banda all'interno delle mura carcerarie: al Regina Coeli è rinchiuso l'ultimo dei Cannizzaro, desideroso di vendicarsi per la morte dei tre fratelli. A fermarne i bollori, interviene Don Macrì, potente boss della 'Ndrangheta, interessato al giro d'affari dei maglianesi; il Libanese, però, rifiuta la sua protezione, così, in breve tempo, la banda si ritrova nuovamente tutti contro all'interno del carcere. 
Proprio un agguato subito dal Libanese - e ordito con il favore dei secondini - porta il criminale di via Magliana a farsi consegnare un serramanico da un detenuto suo conoscente, per poter, così, proteggersi meglio dagli attacchi di Cannizzaro; ma il carcere è pieno di spie, così, una soffiata gli fa saltare i piani e lo costringe all'isolamento. In quest'occasione, però, accade un imprevisto: l'anziano e mansueto compagno di cella del Libanese si autoaccusa della detenzione dell'arma, perciò il Libanese può tornare in cella. Al rientro dell'uomo, il boss della Magliana chiede spiegazioni, scoprendo che il nonnetto - come lo chiamava lui - con cui divide la cella è nientemeno che Gerardo il Barbaro, personaggio di spicco della malavita romana (e mito d'infanzia del Libano). Il vecchio criminale è stato condannato a due ergastoli e, con la morte dei compagni di batteria, è rimasto solo, perché la sua famiglia lo ha scaricato. 
Con il Libano di nuovo all'attivo, la banda non può più permettersi di perder tempo. Dapprima, Sergio Buffoni, coadiuvato da Fierolocchio, fa fuori Cannizzaro nell'ora d'aria; poi, Libano, Freddo e Dandi irrompono nella cella di Don Macrì e lo minacciano di morte. In breve tempo, il boss calabrese chiede il trasferimento verso un carcere del sud: la banda ha le mani anche sul Regina Coeli.
(Il Dandi commenta l'accaduto alla sua maniera)
Nel mentre, Borgia e Scialoja hanno fatto progressi nelle indagini: interrogando gli indagati, ne hanno registrato la voce, risalendo al telefonista del sequestro, vale a dire Scrocchiazeppi. A mettersi di traverso, stavolta, sono i Servizi segreti, che trafugano i nastri delle registrazioni, mandando in fumo il castello indiziario degli inquirenti. L'unica, estrema possibilità potrebbe essere la testimonianza di Patrizia, ma Scialoja non è disposto a farle pressioni; la banda, perciò, viene scarcerata. 
Una volta fuori, per i membri della banda è tempo di risolvere molte questioni personali. Il Libanese ha promesso di intercedere con la famiglia di Gerardo, che vorrebbe rivedere la moglie e, in particolare, la figlia; ma i familiari non acconsentono alle richieste del criminale. Dandi trova Patrizia con un cliente e, sentendosi usurpato, reagisce violentemente, picchiandolo a sangue. Scrocchiazeppi, invece, ha ricevuto visite in carcere e ha saputo che Angelina è incinta. La situazione più dura è, invece, quella del Freddo: Roberta non vuole più vederlo e gli fa notare la sua mancanza di sincerità e maturità. Anche Scialoja vorrebbe chiarire con Patrizia una situazione fattasi sempre più complessa, ma non riesce a comunicare con lei e, allora, affoga la sua delusione nell'alcool.
La sorpresa più grande, è riservata, però, al Libanese, che, rientrato a casa, trova in camera la bobina sottratta dai Servizi segreti, con un biglietto su cui è scritta una frase quantomeno sibillina: "A buon rendere". Nello stesso momento, il Vecchio, si concentra "sull'ultimo atto della tragedia nazionale", ossia il rapimento Moro, dimostrando di conoscerne perfettamente le trame: infatti, al mattino seguente, il cadavere di Aldo Moro verrà ritrovato nel bagagliaio di un'auto, posteggiata in via Caetani, a Roma.

## Episodio 7
- Diretto da: Stefano Sollima
- Scritto da:

### Trama
(Il Libanese, risoluto più che mai ad uccidere il Terribile)
La banda è nuovamente a piede libero e il pensiero più forte che assilla la mente del Libanese è sbarazzarsi del Terribile; per farlo, però, occorre il placet del Sardo. A giocare in contrattacco, però, è il Terribile, che incarica i fratelli Gemito di sdraiare il Libanese. Bufalo e Freddo, che avevano intuito il pericolo, coprono le spalle al compagno: ne viene fuori uno scontro a fuoco, con il ferimento del Freddo e la cattura dei due fratelli. I due fratelli, una volta percossi a sangue, vengono risparmiati in cambio del tradimento: aiuteranno la banda ad accedere alla villa del Terribile. Il Terribile, però, ha mangiato la foglia (o, probabilmente, è avvertito per tempo dal Sardo, che, come emergerà nella puntata, gli doveva un favore); così, il boss di Ostia gli offre momentaneamente asilo.
A ringalluzzire il commissario Scialoja ci pensa la denuncia di Sandro Persichetti, l'uomo aggredito da Dandi in casa di Patrizia: l'episodio è l'occasione per riportare dentro il criminale. Dandi cerca aiuto dai suoi compagni, che lo fanno nascondere da Angelina; nel frangente, Libano "regola" a modo suo un battibecco nato con il padre della ragazza, contrario a far alloggiare in casa sua uno sconosciuto, peraltro ricercato. Il piano è soltanto all'inizio: assieme al Freddo, s'incarica di far ritirare la denuncia all'uomo, offrendogli 30 milioni di lire (in alternativa all'inevitabile minaccia di morte). Ancora una volta frustrato nei suoi tentativi, il commissario Scialoja deve correre a salvare Sandra da un'ennesima retata; è così che il giovane funzionario convince la sorella ad espatriare in Francia. La cosa non è certo sfuggita a Zeta e Pi Greco, che gli scattano delle fotografie, in attesa di utilizzarle contro di lui al momento opportuno.
Si avvicina, intanto, il giorno del matrimonio di Scrocchiazeppi con Angelina. Dandi, in questo caso, veste i panni del wedding planner, seguendo lo sposo passo dopo passo nella preparazione al grande giorno ed aiutandolo in tutte le questioni più importanti (la complessa scelta del vestito, le incomprensioni con un prete poco "collaborativo" e persino la selezione della carne da imbastire ai commensali). Il giovane, però, è troppo distratto da Patrizia: la prostituta, che peraltro, intimamente, aspetta ancora che Scialoja scopra le sue carte, lo tiene sempre sulle spine. Così, di comune accordo, durante la cerimonia, Libano e Freddo le offrono di diventare la maîtresse in un elegante palazzo nel quartiere Parioli; il nuovo lavoro comporterà anche un cambio di vita per Patrizia, che diverrà a tempo pieno la donna del Dandi. Patrizia, che sa bene quale sia la conseguenza di un eventuale rifiuto, è dunque costretta ad accettare. 
Mentre il banchetto nuziale scorre tranquillo, arriva Ricotta con notizie fresche: il Sardo, probabilmente con il beneplacito della camorra, è pronto a consegnare alla banda il Terribile, di cui, ovviamente, conosce il nascondiglio. Il Libanese, che già pregusta la vendetta, vorrebbe andare personalmente a stanarlo, ma il Freddo è più lucido e gli consiglia di restare alla festa e di farsi notare, per avere, così, un alibi di ferro. Il criminale testaccino organizza, perciò, un commando, da lui capitanato e composto da Bufalo, Ricotta e Trentadenari; il Libanese, però, chiede al Freddo di "finire" il suo nemico storico, piantandogli nel cuore un coltello con il quale era stato ferito al braccio il giorno della violenza carnale inflitta a Sara. Così, mentre alla cerimonia prende parte addirittura un giovane Franco Califano, la banda si sbarazza del suo più grande avversario e può dirsi ora pienamente padrona di Roma.

## Episodio 8
- Diretto da: Stefano Sollima
- Scritto da:

### Trama
Scialoja non ha perso tempo e, in realtà, pare conoscer bene le dinamiche dell'esecuzione del Terribile; così, convoca in commissariato i fratelli Gemito, ancora alle prese con i postumi delle botte ricevute da Libano e soci. I due fratelli, però, si mostrano reticenti e non rilasciano alcuna dichiarazione utile. Così, la banda può metter le mani indisturbata sui beni del boss di Centocelle. A margine di una sommaria spartizione delle sostanze, Libano s'appropria della villa, mentre il Dandi rimane impressionato da un interrato sito a Trastevere; il giovane è convinto che, risistemato a dovere, il locale possa diventare una sorta di bisca e night club, all'interno del quale riciclare denaro e mantenere un sistema di "pubbliche relazioni" con i poteri forti. Il Freddo è preoccupato da questa prospettiva e, attorno alla questione della bisca, i tre paiono divisi. 
Ma non c'è tempo per discuterne: rientrato in casa, il Libanese trova due loschi personaggi che gli comunicano un invito a pranzo da parte di "Zio" Carlo, il plenipotenziario della mafia nella Capitale e principale rifornitore di droga del Terribile. La banda sa bene di aver toccato uno stretto collaboratore della mala sicula, così, all'indomani, Libano, Dandi e Freddo si presentano a pranzo da Zio Carlo armati di tutto punto e pronti ad ogni evenienza; l'incontro, però, si rivela incredibilmente cordiale. "Zio" Carlo, ammirato dal percorso finora intrapreso dalla banda, offre una collaborazione fissa (e alla pari) ai maglianesi: rifornirà costantemente la banda con 6 kg mensili di cocaina colombiana, senza richiedere alcuna commissione sul venduto. La banda, allettata dall'idea di essersi imposta all'attenzione dei grandi della mala, accetta con entusiasmo. Tuttavia, il Freddo, già scottato dalla questione bisca, continua a nutrire perplessità sull'allargamento degli affari e sull'abboccamento con i poteri forti.
Intanto, avviene una rapina al Banco di Santo Spirito, a margine della quale una guardia giurata rimane uccisa; il rapinatore, a viso coperto, si dilegua a bordo di una Kawasaki 900 Z1. Il Freddo guida un modello uguale, perciò Scialoja gioca d'anticipo e convince il procuratore Borgia a spiccare il mandato di cattura contro di lui. Il Libanese ed il Dandi, convinti dell'innocenza del Freddo, informano subito l'avvocato Vasta, che si mette all'opera per richiederne la scarcerazione, suggerendo pure alla banda di mettersi in caccia del vero autore della rapina. Tuttavia, non salta fuori alcun nuovo elemento nel corso delle ricerche; così, si alimenta un clima di sospetto nei confronti del criminale testaccino. A questo punto, è "Zio" Carlo, per mezzo del suo emissario, a dare una dritta alla banda: il rapinatore proverrebbe dall'ambiente dei neofascisti dell'EUR, saltuari collaboratori della mafia a Roma. La banda, con i soliti metodi poco ortodossi, riesce, così, ad ottenere il nome che cercava: il rapinatore è un "cane sciolto", che si fa chiamare Er Nero. Ancor prima che le ricerche possano partire, il neofascista si presenta con calma olimpica al bar di Franco e negozia la restituzione della moto e del casco della rapina, in cambio del riciclaggio del denaro. Il Libanese, così, fa trovare moto e casco dinanzi alla Questura - mossa che obbliga Borgia a rilasciare il Freddo.
Scialoja, però, non demorde: grazie ad una dritta del suo sottoposto, l'ispettore Canton, rintraccia una giovane straniera che si dice pronta a fornire notizie penalmente rilevanti sul Dandi e la sua compagna Patrizia; la ragazza altro non è che una delle prostitute del bordello dei Parioli, che ha visto morire un anziano amico di Trentadenari, il cui cadavere è stato fatto sparire dal Dandi. Ancora una volta, però, la velocità della banda supera le ambizioni di Scialoja: lo stesso Dandi, infatti, dopo aver liquidato la prostituta, le ordina di sparire, pena la morte.

Una volta fuori dal carcere, il Freddo riceve casualmente la notizia che la banda ha aperto un locale: è la bisca che era stata oggetto del contendere ad inizio puntata. Così, si presenta alla serata inaugurale e trova conferma delle sue preoccupazioni: nel locale ci sono esponenti dei Servizi segreti e della mafia, oltre a personaggi ambigui come Er Secco. Quest'ultimo è uno speculatore, introdotto alla banda proprio da un mafioso; a lui il Libanese vorrebbe affidare un ruolo di gestione finanziaria, ma proprio il Freddo si dichiara contrario.
(Il Libanese prova a motivare la sua politica speculativa ad uno scettico Freddo)
A nulla valgono le parole del Libano, così il Freddo lascia il locale fortemente contrariato. Le strade dei due leader della banda, a questo punto, sembrano dividersi. Da un lato, il Libanese è convinto che la sua "scalata" non sia che cominciata; dall'altro, il Freddo, una volta fuori dal locale, conosce il Nero e vi passa il resto della serata, bruciando pure una lettera che, ancora in carcere, aveva scritto per Roberta.

## Episodio 9
- Diretto da: Stefano Sollima
- Scritto da:

### Trama
Febbraio 1980, Trentadenari smaschera un poliziotto cocainomane della squadra narcotici, Fabio Santini, imbucatosi al night club e poi in casa sua. Il Libanese, avvertito, vorrebbe ucciderlo; ma Santini, in cambio di aver salva la vita, propone al leader della Magliana la possibilità di accedere nottetempo al deposito giudiziario, dove sarebbero contenuti 8 kg di purissima coca boliviana. Il Libanese, che può contare su sostanze stupefacenti di prim'ordine, non sarebbe interessato all'affare, ma vi intravede la possibilità di rilanciare (e riunire) la banda in maniera goliardica, per realizzare l'impresa di "rubare in casa degli sbirri"; perciò, accetta.
Nel mentre, nonostante il veto posto dal Freddo, il Secco è entrato nell'organigramma della banda e propone al Libanese una maniera di far soldi facilmente e in maniera pulita: acquistare un immobile di 50 appartamenti in una zona in grande espansione. Il Libanese accetta e poi, fiutato l'affare, trova il modo di pagare ancor meno del prezzo pattuito, facendo occupare momentaneamente il lotto da una quarantina di famiglie, provenienti dai baraccati del Trullo.
La banda è assai "corteggiata" a Roma: dopo gli approcci (tentati e/o riusciti) di camorra, 'ndrangheta, mafia e Servizi segreti, Libano e soci ricevono un invito dal Nero ad una lezione del professor Renato Sargeni. Costui è uno psichiatra di tenore internazionale, oltreché ideologo di estrema destra, che ha intravisto nella banda della Magliana la possibilità di farne il braccio armato di un suo personalissimo e visionario movimento sovversivo: l'obiettivo del docente è eliminare quello che ritiene un vero e proprio "cancro bolscevico" che attanaglierebbe la società. Il primo a morire dovrà essere un magistrato fiorentino, Emilio Donati, che indaga sulle oscure trame del terrorismo nero. Libano e Dandi, però, capiscono di trovarsi di fronte ad un progetto fumoso e delirante; a nulla serve la promessa del docente di aiutare i membri della banda nell'eventualità di un processo, fornendo autorevoli consulenze tecniche d'ufficio volte ad evitarne l'imputabilità. Sargeni, quindi, è costretto ad affidarsi al Nero, che esegue l'omicidio a puntino. Nell'occasione, il neofascista raggiunge Firenze in compagnia del Freddo, completamente all'oscuro dei suoi piani; ciò segna una parziale rottura nel rapporto di sana e sincera amicizia che si stava creando tra i due.
La banda, però, inizia anche ad accusare una certa difficoltà nella gestione dei rapporti con i poteri forti: Zeta e Pi Greco, i due esponenti dei Servizi segreti deviati in contatto con la banda, si presentano al bordello, dopo aver ricattato Ranocchia,ottenengono da Patrizia una stanza per spiare (e ricattare) i clienti più in vista. Dandi, saputo che Patrizia è stata anche costretta ad avere un rapporto sessuale a tre con loro, va su tutte le furie e corre a casa di Ranocchia malmenandolo. In seguito si rivolge al Libano, che organizza una degna controffensiva, con la quale minaccia di morte i due funzionari, costringendoli a rinunciare alle loro pretese.
(Il Libanese canta vittoria dopo aver minacciato Zeta e Pi Greco)
Proprio in questo contesto, Nicola Scialoja viene casualmente a conoscenza del fatto che Patrizia abbia aperto un suo bordello ai Parioli. Raggiunta la ragazza, prova a fare il duro, minacciando ritorsioni penali per lo sfruttamento della prostituzione che lei ha messo in atto; Patrizia, per tutta risposta, lo incoraggia a prendere delle iniziative, anziché continuare a minacciarle senza mai agire e gli promette, in tal caso, di sposarlo. Spronato dall'ex prostituta, il commissario chiede a Borgia l'autorizzazione ad avviare una perquisizione; il magistrato, però, passa il caso alla buon costume (secondo la normale procedura). La sfortuna vuole che il commissario della buon costume sia connivente con i Servizi segreti; costui, perciò, nel rapporto consegnato ai suoi superiori, "edulcora" notevolmente i dati reperiti sul posto e l'inchiesta muore sul nascere. A questo punto, il procuratore Borgia decide di agire direttamente contro la banda, ma ignora che Zeta e Pi Greco, fomentati dal Vecchio, abbiano ricattato il commissario Scialoja. I servizi conoscono bene, infatti, il delicato affare che lega Sandra Scialoja alla politica di estrema sinistra; così, all'ambizioso funzionario di Polizia, non resta altro da fare che far le valigie e cambiar aria. Dall'indomani, lavorerà alla Questura di Modena.

## Episodio 10
- Diretto da: Stefano Sollima
- Scritto da:

### Trama
È tarda notte, quando, con un'irruzione nella bisca di Trastevere, finiscono in manette il Libanese, Dandi e Fierolocchio; per il locale, scattano anche i sigilli. Così, il Freddo si mette in contatto con l'avvocato Vasta; il penalista, però, è colto di sorpresa dalla notizia, perché non ha ricevuto alcuna informazione dalla Procura. La banda, impegnata ad onorare gli accordi con la mafia nonostante la scarsa liquidità, prova a capire i motivi dell'arresto dei tre compari. Nemmeno i tre arrestati sono a conoscenza dei reati che si contestano loro e, peraltro, trovano all'interno del carcere una situazione molto ostile: un secondino, parlando, allude a guai giudiziari in arrivo per il Libanese e, tra i detenuti, gira voce che due di loro abbiano addirittura brindato per festeggiare l'arresto dei maglianesi. Si tratta dei fratelli Bordini, due delinquenti di Centocelle dell'entourage del Puma; i due, malmenati, non rivelano comunque alcunché di interessante che sveli i motivi dell'arresto. Anche Vasta brancola nel buio: il mandato, infatti, è stato spiccato da Mannoni, sostituto del procuratore Borgia, che però non è rintracciabile. Lo stesso Fabio Santini, il poliziotto cocainomane, pare scomparso e la vicenda pare farsi sempre più oscura. 
Sono tempi duri anche per il Freddo: suo fratello Gigio è scappato da casa e verrà ritrovato (e riportato a casa) solo alcuni giorni più tardi, grazie all'aiuto del Nero. 
Bufalo, intanto, ubriaco fradicio e sotto effetto di stupefacenti, malmena pesantemente una prostituta del bordello di Patrizia, per esser stato preso in giro sulla sua virilità. Patrizia lo minaccia con la pistola e lo caccia via, per poi avvertire il Freddo; Bufalo viene ritrovato in un ristorante, completamente fuori controllo, intento a giocare alla roulette russa con un cameriere. Qui, il Freddo scopre i motivi dell'estremo nervosismo del Bufalo: Satana lo ha insultato pubblicamente e a Roma sta girando la notizia che la banda sia praticamente allo sfascio. Sergio Buffoni e Scrocchiazeppi, alla ricerca di informazioni sull'arresto del Libanese e soci, confermano questi umori provenienti dalla strada, ma Freddo vuole vederci chiaro: si reca personalmente da Satana, chiedendogli conferma delle parole dette al Bufalo.
(Satana conferma al Freddo quanto già detto al Bufalo: la città odia la banda)
Archiviato momentaneamente il caso, Freddo è concentrato su altri affari: due giovani neofascisti, infatti, devono compiere un colpo e, con l'intercessione del Nero, la banda presta quattro pistole del suo arsenale. Qualcosa, però, va storto, così le armi vengono perse durante un inseguimento della polizia. Il Freddo, d'accordo con Nero, affida in custodia a Ruggero Buffoni e Scrocchiazeppi uno dei neofascisti, ordinando all'altro di ritrovare le armi entro le sei di sera. All'ora convenuta, il giovane si presenta con le armi, ma i due maglianesi non le controllano subito, così non si accorgono che le pistole restituite non sono quelle prestate dalla banda; quando si avvedono del fatto, temendo gravi conseguenze, non ne informano il Freddo, limitandosi a dichiarare che le armi sono rientrate regolarmente nella santabarbara.
Dopo giorni di silenzio, finalmente per Dandi, Libano e Fierolocchio arrivano le prime risposte: dietro il loro inspiegabile arresto, ci sono i Servizi segreti deviati. Zeta e Pi Greco, grazie alla collaborazione (o forse al ricatto) di Fabio Santini, hanno anticipato le mosse della banda e sono ora in possesso di foto che ritraggono il furto di droga al deposito giudiziario; i due funzionari dei Servizi negoziano la scarcerazione immediata, la riapertura della bisca e la chiusura del loro fascicolo, a condizione che, da quel momento, la banda lavori per loro. Il Libanese, che ben conosce l'opinione del Freddo al riguardo, chiede tempo e, con i compagni, viene scarcerato "sulla parola". 
Una volta fuori, però, il Libanese trova una situazione piuttosto surriscaldata: per il Freddo, è tempo di uccidere Satana, per lanciare un segnale forte alla malavita capitolina. Risolto il primo affare, occorre pagare i debiti insoluti con la mafia; le alchimie finanziarie del Secco permettono di onorare gli accordi. Una volta rasserenata la situazione, il Libanese non trova comunque il coraggio di raccontare al Freddo degli accordi presi con i Servizi segreti. Servizi che continuano a lavorare sottobanco per distruggere la squadra che indagava sulla Magliana: Canton, infatti, è stato trasferito all'archivio. Borgia, a questo punto, si ritrova solo e richiede tutti i documenti di Scialoja, per proseguirne le indagini; la cosa non sfugge al Vecchio, che fa recapitare un messaggio d'avvertimento nel suo ufficio. Un messaggio ancora più chiaro è quello che riceve il Libanese: recatosi a casa di Santini per regolare il conto, lo trova già cadavere.

## Episodio 11
- Diretto da: Stefano Sollima
- Scritto da:

### Trama
Angioletto, nipote del Puma e dedito al gioco d'azzardo, viene ucciso a colpi di pistola in un vicolo da qualcuno che lo aspettava per restituirgli del denaro. L'ex boss dell'EUR ritiene che la morte del nipote sia causata dalla sua intenzione di spacciare due etti di eroina per coprire i suoi debiti e si convince che l'assassino, o il mandante dell'omicidio, non possa esser altro che il "Re di Roma": così, ordisce un agguato ai danni del Libanese, prontamente sventato da Dandi e Freddo. Portato nel covo della banda, sciorina tutti i suoi sospetti ai suoi secondini. Il Libanese, a questo punto, va in preda alle paranoie: quei due etti di eroina non sono passati per i canali ordinari e, perciò, va ricostruito nel dettaglio tutto l'insieme delle attività illecite di Angioletto, che, probabilmente, ne hanno causato anche la morte.
L'azione si sposta a Modena. Sono le 9:30 del mattino del 2 agosto 1980 e il Commissario Scialoja intravede un giovane dall'aspetto conosciuto salire su di un'automobile, guidata da una persona a lui parimenti nota, ma che non riesce, su due piedi, a riconoscere; lo stesso giovane, alle 10:25, sulle colline bolognesi, ucciderà un ragazzo il quale gli dice che un pacco è stato portato a destinazione e, un attimo più tardi, alla Stazione di Bologna, avverrà il terribile attentato dinamitardo che costerà la vita a 85 civili, al netto di oltre 200 feriti. Il ragazzo ucciso viene ritrovato l'indomani; il caso è affidato a Scialoja, che gli trova in tasca la matrice di un biglietto ferroviario di sola andata sulla linea Roma-Bologna, datato 2 agosto, e scopre pure che le pallottole trovate nel corpo del giovane provengono da una pistola Beretta, la stessa che ha ucciso il Barone Rosellini. Proprio quando il commissario comincia a carburare nell'inchiesta e a collegare l'omicidio con l'attentato (e quindi con la banda), il suo superiore lo informa che l'indagine gli è stata avocata da Roma; affacciatosi sul corridoio, intravede il passaggio del fascicolo dal suo superiore a Zeta. Capisce, dunque, chi era l'uomo al volante dell'auto che aveva caricato il giovane dal viso noto, un neofascista di Roma. Con l'indagine ormai nelle mani dei Servizi segreti, non c'è tempo da perdere: Scialoja si precipita a Roma, incontra Borgia e lo mette al corrente delle sue scoperte. Il magistrato, che ha avuto modo di studiare i suoi fascicoli, gli crede e s'impegna a riportarlo a Roma in un paio di giorni.
Intanto, il Freddo è nervoso e preoccupato per l'aria pesante che si respira nella capitale dopo la strage di Bologna, ma Dandi e Libano, forti degli accordi con i Servizi segreti, ostentano una certa sicurezza. Intanto, lo stesso Freddo ha ricostruito la dinamica dei debiti di Angioletto, che era in affari con un tale Massimino Torri, falsario di Talenti, detto Er Fringuello. Bufalo rintraccia il falsario e, con i soliti metodi poco cerimoniosi, si fa raccontare tutto: il falsario sarebbe in fuga, in quanto è l'autore di documenti falsi, utilizzati dal giovane assassinato sulle colline bolognesi. Quanto al denaro prelevato da Angioletto per saldare i debiti di gioco con lui, Er Fringuello dà una dritta alla banda, facendo riferimento ad un giro di prestiti a strozzo messo su proprio da un membro della Magliana, Scrocchiazeppi. 
(Il Libanese affronta di petto Scrocchiazeppi)
Libano, a questo punto, prende in mano la situazione e scopre che Angioletto lavorava presso uno scasso. Qui Libano fa due scoperte importanti. In primis, ritrova uno dei due etti di eroina, abilmente nascosto in una cuccia per cani; in secundis, trova un appunto con il numero di telefono di Ruggero Buffoni. Chiestone ragione ai due fratelli, ne scopre le intenzioni: i due, per "alzare qualche lira", intendevano comprare da Angioletto (per poi rivendere) un etto di eroina. 
(Il Libanese è profondamente deluso dai suoi compagni)
Libano, arrabbiato con i suoi compagni e afflitto dalle paranoie, è sempre più solo nella sua ricerca della verità. Non riesce ad essergli d'aiuto il Dandi, troppo preso da una crisi con Patrizia, dato che quest'ultima è arrabbiata con lui per aver malmenato Ranocchia e lo ha indotto a chiedergli scusa; né può aiutarlo il Freddo. Quest'ultimo, liberato il Puma, vuole riconquistare la fiducia di Roberta. Proprio le parole del boss dell'EUR ispirano al Freddo un'idea: tagliare definitivamente la corda e lasciare il Paese. Pur da solo, però, Libano, scopre l'identità degli assassini di Angioletto: si tratta dei fratelli Bordini, appena scarcerati. La vicenda è dunque chiara: sono loro a far concorrenza - seppur minima - alla banda ed è per questo che avevano festeggiato alla notizia dell'arresto dei capi dell'organizzazione. Il Libanese li convoca con l'inganno alla bisca e, una volta a faccia a faccia con loro, può finalmente far giustizia a modo suo.
(Un Libanese, versione giustiziere, uccide senza pietà i fratelli Bordini)

## Episodio 12
- Diretto da: Stefano Sollima
- Scritto da:

### Trama
Il Libanese è sempre più solo e l'abuso di cocaina fa il resto: crescono, così, le sue paranoie ed il convincimento che la banda sia sul punto di sfaldarsi. Per questo motivo, si rivolge ai fratelli Gemito, chiedendogli di spiare gli altri membri in sua assenza; poi, per far fronte all'ingordigia dei suoi compagni, decide di dettare nuove regole economiche, in forza delle quali tutti i componenti della banda saranno iscritti a libro-paga ed otterranno uno stipendio fisso. Le nuove regole, di fatto, escludono il Freddo, che, con i suoi comportamenti, ha fatto capire di esser fuori dai piani futuri della banda: l'idea del criminale di Testaccio è ormai quella di trasferirsi in Brasile con la sua compagna, che ha finalmente ritrovato, e lì ricominciare da capo. Già disilluso dall'estremo materialismo dei membri della banda, Freddo è anche profondamente offeso da ciò che ha appena saputo: la banda non è più indipendente, perché ha stretto un patto di vassallaggio con i Servizi Segreti Deviati. Libano, che non ha le forze per tenere unito il gruppo, decide di lasciarlo partire, senza abboccare al sibillino invito del Secco, che, anziché liquidarlo, vorrebbe farlo fuori per dare l'esempio.
(Il Libanese non ci sta a far fuori il Freddo e risponde per le rime al Secco)
Il dottor Fernando Borgia, nel frattempo, ha ricostituito la sua squadra inquirente, ottenendo di poter continuare a lavorare con il commissario Scialoja e l'ispettore Canton; le indagini, però, d'ora innanzi, saranno non più dirette ad incastrare la banda della Magliana nell'ambito dei suoi traffici illeciti, ma a dimostrarne i contatti, ben ramificati, con i poteri forti italiani - primi fra tutti i Servizi segreti deviati. Scialoja, appena rientrato in servizio, ha subito un'opportunità ghiotta da concretizzare: il Freddo viene sorpreso dalle forze dell'ordine a fumare una canna e finisce in manette. Il commissario, che gli ha trovato nel portafogli i biglietti per il Brasile, prova a negoziare con lui: il Freddo sarà libero di partire, se rilascerà alla polizia informazioni sui rapporti che legano la banda e i Servizi segreti. Il criminale, però, è reticente, così Scialoja gioca l'asso: gli svela, cioè, che i proiettili trovati nel corpo del Barone hanno la stessa matrice di quelli utilizzati a Bologna per uccidere il ragazzo implicato nella strage. Il Freddo ha un lampo e capisce che le pistole prestate ai neofascisti non sono mai rientrate nella santabarbara, ma sono state impiegate per scopi terroristici: tuttavia, non ha la forza di tradire gli ex-compagni e si limita a garantire la loro estraneità ai fatti di Bologna. 
Dopo Scrocchiazeppi e i fratelli Buffoni, anche Dandi ha deciso di "mettersi in proprio": scoperto uno strano giro di scommesse clandestine gestito da Trentadenari all'ippodromo delle Capannelle, il criminale costringe il cassiere della banda a collaborare e a dividere gli utili. Questo spiccato senso per gli affari, unito ad una maggior lucidità nella gestione delle relazioni, non sfugge ai fratelli Buffoni, che gli propongono, senza troppi giri di parole, di far fuori il Libano, ormai delirante, e prendere il suo posto. Dandi rifiuta, ma la situazione è disperata: il delirio di onnipotenza di Libano lo spinge a compiere follie su follie. Così, il leader maglianese negozia con i Servizi segreti deviati la scarcerazione immediata del Freddo e la consegna del coltello con il quale lo stesso ha "finito" il Terribile. Il Vecchio acconsente alla folle richiesta, rassicurando i suoi fedelissimi sulla possibilità di sostituire presto o tardi il Libanese con un "cavallo di riserva".
Dandi, preso da un'improvvisa voglia di mollar tutto e ricominciare, propone a Patrizia una fuga in stile Freddo, ma l'ex prostituta rifiuta: tra i due non c'è lo stesso spassionato sentimento che c'è tra Freddo e Roberta, che sono ormai prossimi alla partenza. Gli eventi, però, precipitano. Nella notte del 13 settembre 1980, il Libanese, dopo aver perso 35 milioni a poker con Maurizio Gemito, si rifiuta di pagarlo, rinfacciandogli la sua infedeltà al Terribile. Il Libanese va oltre, minacciando l'uomo con il famoso coltellino restituitogli per l'occasione dai Servizi segreti; soltanto l'intervento di Ricotta e Ruggero Buffoni evita lo scontro fisico tra i due. Il Libanese, trionfante e nel pieno del delirio, si allontana e a bordo della sua Porsche 911 supercarrera fa ritorno alla Magliana. Qui, dinanzi casa della madre, le intima a gran voce di aprirgli il portone, disposto a farsi perdonare tutto e a farle vedere quanto di "buono" ha fatto in questi anni: mettere la città ai suoi piedi e diventarne il nuovo Re. Sul più bello, però, due uomini in motocicletta e con il volto coperto dai caschi lo avvicinano e gli sparano a morte, uccidendolo.. 
Il Freddo, saputa la notizia, straccia i biglietti dell'aereo, deciso intimamente a vendicare l'amico, prima di partire per il Brasile. La serie, così, si chiude con i compagni che si riuniscono tutti, increduli, sul luogo del delitto. Sotto la pioggia battente, sono tutti zuppi d'acqua; tutti, tranne il Dandi, che, al riparo di un ombrello, osserva distaccato dagli altri la scena, incrociando lo sguardo con quello che sarà il suo principale rivale della serie successiva, vale a dire il commissario Scialoja.